# Vrtule rakytníková
Vrtule rakytníková (Rhagoletis batava) je druh mušky z čeledi vrtulovití. Její larvy se živí dužninou plodů a mohou být významným škůdcem rakytníku řešetlákového.
Tento druh je velmi podobný vrtuli třešňové (Rhagoletis cerasi).

## Popis
Dospělci dosahují velikosti 4–6 mm. Hlava, štítek a nohy s výjimkou stehen jsou žluté, zbylé části těla jsou tmavé.
Dospělci vrtule rakytníkové jsou dobře identifikovatelní podle kresby na křídlech. Průhledná křídla mají směrem od těla tři příčné tmavé pásky, čtvrtá páska směřuje šikmo podél okraje křídla a s předposlední vytváří zaoblené písmeno „V“. Okraj špičky křídla je průhledný.
Larvy jsou beznohé, světlé, až 10 mm dlouhé. Kukla je tmavě hnědá, asi 5 mm dlouhá.

## Výskyt
Vrtule rakytníková pochází ze Sibiře. V roce 2010 byla poprvé zjištěna v Bělorusku, následně v Lotyšsku a Litvě. V roce 2013 byl výskyt potvrzen v Německu a v roce 2014 v Polsku.
V ČR byl výskyt dospělců potvrzen v roce 2017, ale poškození plodů bylo pozorováno již dříve.

## Škůdce
Larvy vrtule vyžírají plody rakytníku řešetlákového. Ty pak hnědnou a hnijí, opadávají či usychají a nepříjemně zapáchají.